# Joseph Schooling
Joseph Isaac Schooling (Singapura, 16 de junho de 1995) é um nadador singapuriano, campeão olímpico.

## Carreira

### Rio 2016
Schooling competiu na natação nos Jogos Olímpicos de Verão de 2016 conquistando a medalha de ouro nos 100 metros borboleta.